# SNCF BB 69000 sorozat
Az SNCF BB 69000 sorozat egy B’B’ tengelyelrendezésű vonali prototípus dízelmozdony-sorozat volt. A SFAC gyártotta 1964-ben. Összesen kettő darab készült a mozdonyból, melyeket mindössze 20 évnyi szolgálat után ki is vontak a forgalomból.